# Tachygyna tuoba
Tachygyna tuoba là một loài nhện trong họ Linyphiidae.
Loài này thuộc chi Tachygyna. Tachygyna tuoba được Ralph Vary Chamberlin & Wilton Ivie miêu tả năm 1933.